# 平和の群像
平和の群像（へいわのぐんぞう）は、香川県小豆郡土庄町にあるブロンズ像。土庄港の入り口にあり、小説『二十四の瞳』の登場人物である女性教師と12名の生徒をモデルにした群像である。
香川県丸亀市出身の彫塑家 矢野秀徳の作で小豆島バスによって造られ、1956年（昭和31年）11月10日に除幕された。題字の揮毫は鳩山一郎で、像の正面に「平和の群像　内閣総理大臣　鳩山一郎」と書かれている。1997年（平成9年）土庄町に寄贈された。

## 概要
小説『二十四の瞳』は、小豆島出身の作家である壺井栄が、第二次世界大戦の終結から7年後の1952年（昭和27年）に発表され、作者自身が戦時中を生きた者として、この戦争が一般庶民にもたらした数多くの苦しみや悲しみを描いたものであった。発表から2年後、1954年（昭和29年）に高峰秀子が主演し映画化された（二十四の瞳 (映画)）。
この群像は、戦争での教訓から、平和を願う気持ちを込め、『二十四の瞳』の原作と映画をモデルにして、映画公開の2年後、1956年（昭和31年）に建てられた。
なお、壺井栄の小説『二十四の瞳』では、冒頭で、小説の舞台を「瀬戸内海べりの一寒村」としており、全ページを通じて、一切、舞台の具体的な地名は出てこない。
しかし、映画では、原作者壺井栄の故郷が香川県小豆島であることから、物語の舞台を、原作にはない「小豆島」と設定した。撮影ロケは、小豆島で、原作発表の翌年1953年（昭和28年）春から1954年（昭和29年）春にかけて行われ、その年の9月に公開された（二十四の瞳 (映画)#1954年版）。
よって、この群像は、この映画の舞台であり、また原作者壺井栄の故郷でもある香川県小豆島に建てられた。
群像の構図は、分教場へ通う12名の生徒たちが、「おなご先生」を取り囲むものとなっている。「おなご先生」の顔は、映画で主演を演じた高峰秀子をモデルとした。周囲には「オリーブの女神像」や「オリーブの歌」歌碑、小豆島バス元会長で小豆島観光振興に貢献した堀本文次の像も建つ。

## 交通
- 土庄港まで岡山港・宇野港・高松港からフェリー。高松港からの高速船発着所が一番近い。
- 小豆島オリーブバス土庄港平和の群像前下車。